# Гравець матчу
Гравець матчу (англ. Man of the Match; Player of the Game; Man of the Series) — у спорті гравець, який показав найбільшу продуктивність у матчі (футбол, крикет, австралійський футбол, герлінг, регбі). У разі офіційного обрання, іноді може нагороджуватись призом.